# 黃曲柄蘚
黃曲柄蘚（学名：Campylopus aureus）为曲尾蘚科曲柄蘚屬下的一个种。

## 扩展阅读
- 維基物種上的相關：黃曲柄蘚